# Swakopmund Otavi-Bahnhof

Swakopmund Otavi-Bahnhof (offiziell Otavi Bahnhof) ist ein ehemaliger Bahnhof in der namibischen Küstenstadt Swakopmund an der Otavibahn. Sein ehemaliges Empfangsgebäude ist seit dem 1. Februar 2007 ein Nationales Denkmal Namibias.

## Geschichte
Der Bahnhof wurde zwischen 1903 und 1906 von der Otavi Minen- und Eisenbahn-Gesellschaft (OMEG) erbaut. Der Bahnhof war von 1907 bis etwa 1910 (1914) als Teil der Otavibahn in Betrieb. Später wurde das Empfangsgebäude als Wohnhaus genutzt. Nach dem Ersten Weltkrieg ging es in den Besitz der South African Railways über, ehe es dem staatlichen namibischen Bahnunternehmen TransNamib zufiel. Diese schenkte das Gebäude 1993 der Wissenschaftlichen Gesellschaft Swakopmund.
Das Gebäude befindet sich auch heute (Oktober 2014) im Eigentum der Wissenschaftlichen Gesellschaft Swakopmund, die auch das Swakopmund Museum sowie die Sam-Cohen-Bibliothek unterhält. Ihr gehört zudem das ebenfalls denkmalgeschützte OMEG-Haus, das auf dem Gelände des Bahnhofs liegt.
Eine weitreichende Renovierung des Empfangsgebäudes und des OMEG-Hauses ist seit August 2014 geplant.
Im Juli 2022 erstrahlte der kleine Bahnhof in neuem/alten Glanz. Das Bahnhofsgebäude wurde umfassend renoviert.